# El reflejo de Sibyl
El reflejo de Sibyl (título original en francés: Sibyl) es una película de comedia dramática de 2019 dirigida por Justine Triet y protagonizada por Virginie Efira, Adèle Exarchopoulos y Gaspard Ulliel, en su última película que se estrenará en cines durante su vida. Fue seleccionada para competir por la Palma de Oro en el Festival de Cine de Cannes 2019.

## Sinopsis
Sibyl es una psicoterapeuta que vuelve a su primera pasión: escribir. Su paciente más reciente, Margot, es una actriz prometedora con problemas, que resulta ser una fuente de inspiración demasiado tentadora. Fascinada casi hasta el punto de la obsesión, Sibyl se involucra cada vez más en la tumultuosa vida de Margot.

## Reparto
- Virginie Efira como Sibyl
- Adèle Exarchopoulos como Margot Vasilis
- Gaspard Ulliel como Igor Maleski
- Sandra Hüller como Mikaela "Mika" Sanders
- Laure Calamy como Édith
- Niels Schneider como Gabriel
- Paul Hamy como Étienne
- Arthur Harari como Dr. Katz
- Adrien Bellemare como Daniel
- Jeanne Arra-Bellanger como Selma
- Liv Harari como Livia
- Lorenzo Lefebvre como Galotín
- Aurélien Bellanger como editor

## Producción
El rodaje tuvo lugar en París, en estudios ubicados en Lyon y en la isla italiana de Stromboli.

## Recepción
El reflejo de Sibyl recibió críticas mixtas de los críticos. Rotten Tomatoes le da a la película una puntuación del 57%, con una calificación promedio de 5.8/10 . El consenso crítico del sitio dice: "Intrigante pero desigual, El reflejo de Sibyl se mantiene unida por sus protagonistas, pero con demasiada frecuencia enfrenta grandes actuaciones con una realización cinematográfica frustrante".